# Tumangang
 (mai 2023).
Si vous disposez d'ouvrages ou d'articles de référence ou si vous connaissez des sites web de qualité traitant du thème abordé ici, merci de compléter l'article en donnant les références utiles à sa vérifiabilité et en les liant à la section « Notes et références ».
Tumangang (Coréen : 두만강로동자구) est une petite ville de Corée du Nord située dans la zone économique spéciale de Rason.
Elle est la plus proche ville nord-coréenne de la Russie et comptait 9461 habitants en 2005. Tumangang se trouve sur la rivière Tumen en face de la ville russe de Khasan.

## Ligne ferroviaire

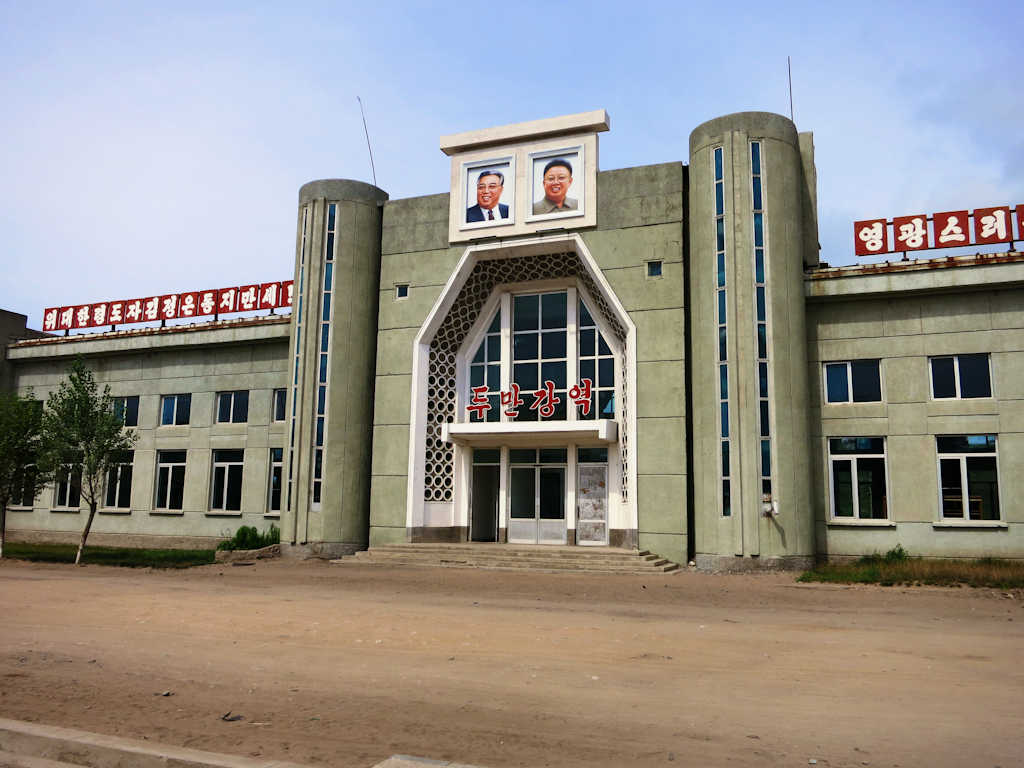
La gare en 2015.

Un train relie la ville sur la ligne ferroviaire Vladivostok - Rasŏn.
Gare faisant le lien entre la Russie et la Corée du Nord, cela grâce à un pont ferroviaire traversant le fleuve Tumen. La voie ferrée entre les deux pays a été construite lors de la Seconde Guerre mondiale pour transporter les troupes soviétiques ainsi que des armes vers la Corée pour combattre contre le Japon. Elle a également été utilisée lors de la Guerre de Corée.
Cette ligne est actuellement peu utilisée seulement 10 000 passagers ont été transportés en 2005.
En avril 2008, la Russie et la Corée du Nord ont signé l'accord tant attendu permettant la reconstruction d'une ligne de chemin de fer vers la Russie.